# Калишер, Юлиан Абрамович
Юлиа́н Абра́мович Кали́шер (18 февраля 1935, Ашхабад, СССР — 8 октября 2007, Расторгуево, Московская область, Россия) — советский и российский режиссёр-мультипликатор.

## Биография
Родился 18 февраля 1935 года в Ашхабаде. Отец — Абрам Исаакович Калишер (1904—?), участник Великой Отечественной войны.
С 1952 по 1957 годы учился в Ташкентском политехническом институте, где был участником драматического коллектива, художественным руководителем которого был Заслуженный артист РСФСР Хлибко Николай Селивестрович, а с 1961 по 1965 годы — в Ташкентском театрально-художественном институте на режиссёрском факультете.
Работал в нескольких кукольных театрах: с 1963 по 1966 годы — в Ташкентском государственном театре кукол, с 1967 по 1968 годы — в Государственном академическом центральном театре кукол имени С. В. Образцова в Москве, и с 1970 по 1971 годы — в Московском областном театре кукол.
С 1971 года начал работать в творческом объединении «Экран» на студии «Мульттелефильм», где проработал до 1995 года. Им было снято несколько киноверсий кукольных спектаклей и несколько мультфильмов. Работал с куклами, а также в техниках объёмной и плоской перекладки.
По сценарию поэта Юнны Мориц снял мультфильм «Большой секрет для маленькой компании» (1979) с песнями Татьяны и Сергея Никитиных. С этого фильма началось сотрудничество Юлиана Калишера с художником Людмилой Танасенко.
Умер 8 октября 2007 года в Расторгуеве Московской области. Похоронен 11 октября на Видновском кладбище (уч. 5).

## Фильмография
- Дружба врозь (1972) — режиссёр, сценарист
- Медвежонок Римцимци (1972) — режиссёр
- Как кошка с собакой (1973) — режиссёр
- Знаменитый утёнок Тим (1973) — режиссёр
- Волшебник Изумрудного города (1974):
  - серия «Изумрудный город» — режиссёр
  - серия «Загадочная пещера» — режиссёр
  - серия «Элли встречается с друзьями» — режиссёр
- Праздник непослушания (1977) — режиссёр
- Весёлые медвежата (1977) — режиссёр
- Кто ж такие птички? (1978) — режиссёр
- Большой секрет для маленькой компании (1979) — режиссёр
- Новогоднее приключение (1980) — режиссёр
- Мальчик шёл, сова летела (1981) — режиссёр
- Рождение Геракла (1982) — режиссёр
- Синичкин календарь. Зима (1983) — режиссёр
- Синичкин календарь. Весна (1983) — режиссёр
- Синичкин календарь. Лето (1984) — режиссёр
- Синичкин календарь. Осень (1984) — режиссёр
- Зачем верблюду апельсин? (1985) — режиссёр
- Песня о летучих мышах (1985) — режиссёр
- Сундук (1986) — режиссёр
- Школа помощников (1986) — режиссёр
- Ах, принцесса! (1987) — режиссёр
- Босой учёный (1988) — режиссёр
- Золотые слова (1989) — режиссёр, сценарист
- Тюк! (1990) — режиссёр
- Послушный ученик (1991) — режиссёр
- Сиротка Энни (1992) — режиссёр
- Война слонов и носорогов (1993) — режиссёр